# Kunio Hiramatsu

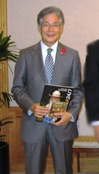
Kunio Hiramatsu, 2008

Kunio Hiramatsu (japanisch 平松 邦夫, Hiramatsu Kunio; * 15. November 1948 in Amagasaki, Präfektur Hyōgo) ist ein parteiloser japanischer Politiker und ehemaliger Bürgermeister von Osaka.
Hiramatsu, ein früherer Nachrichtensprecher bei MBS, wurde am 18. Oktober 2007 gegen den Amtsinhaber Jun’ichi Seki zum Bürgermeister gewählt. Da es sich um die erste größere Kommunalwahl seit dem Amtsantritt von Premierminister Yasuo Fukuda handelte, fand die Wahl auch landesweit Beachtung. Während Seki von den Regierungsparteien LDP und Kōmeitō unterstützt wurde, sprach sich die oppositionelle Demokratische Partei für Hiramatsu aus.
Hiramatsu trat sein Amt am 19. Dezember 2007 an. Er war der erste Bürgermeister von Ōsaka in über 50 Jahren, der nicht zuvor stellvertretender Bürgermeister gewesen war. 2011 verlor er trotz der Unterstützung beider Parteien die Bürgermeisterwahl an Tōru Hashimoto vom Ōsaka Ishin no Kai.